# Североатлантическая аргентина
Североатлантическая аргентина (лат. Argentina silus) — вид лучепёрых рыб семейства аргентиновых. Распространён в северной части Атлантического океана от Британских островов до Девисова пролива и южного побережья Канады и в Баренцевом море Северного Ледовитого океана к востоку от Финнмарка (Норвегия). В ограниченных объёмах объект рыболовного промысла.

## Внешний вид
Одна из крупнейших представительниц своего семейства, где типичный вид редко превышает в длину 25 см. По разным данным длина от 60 до 70 см от рыла до основания хвостового плавника, у молодых половозрелых особей — от 26 см. Комплекция варьирует от изящной до массивной, масса тела до 2 кг.
При общем внешнем сходстве с сельдью обладает глазами намного бо́льшего размера. Плавники маленькие, почти прозрачные. Спинной плавник начинается над местом, где кончаются грудные плавники. В спинном плавнике 11—13 мягких лучей, в анальном плавнике 11—17 мягких лучей. Чешуя крупная, на открытых частях чешуй маленькие гребни.
Спина зеленовато-серая или золотистая, бока серебристые, брюхо белое с желтоватым отливом. Плавательный пузырь вытянутый, серебристый.

## Распространение, образ жизни и хозяйственное значение
Вид распространён в северной части Атлантического океана выше 42° с. ш. На востоке атлантических вод ареал протянулся от Шпицбергена до западных берегов Шотландии и Ирландии, по глубоководным районам Северного моря и через порог Томсона Уайвилла до Датского пролива. В западной части океана встречается от Девисова пролива до банки Джордж у побережья Канады. В Северном Ледовитом океане встречается в Баренцевом море к востоку от Финнмарка (Норвегия).
Батипелагическая рыба. Встречается на глубинах от 55 до 1440 м (как правило до 550 м), предпочтительные глубины 183—256 м (икра и мальки пелагические, на глубинах от 400 до 500 м) при температурах от 7—10 °C и средней солёности 34 ‰. Вероятно, образует косяки в придонных слоях воды. Питается зоопланктоном, включая эвфаузиевых, бокоплавов, щетинкочелюстных, гребневиков, а также кальмарами и более мелкими рыбами.

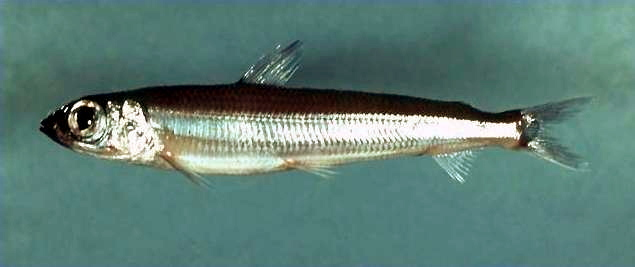
Североатлантическая аргентина из коллекции NOAA

Метание игры в мае—июле. Темп роста медленный. Максимальный зафиксированный возраст 35 лет. Имеет ограниченное промысловое значение, идёт в готовку в свежем виде или при производстве рыбной муки. Благодаря мягкому вкусу и высокому содержанию белка, позволяющему мякоти сохранять жидкость, на Фарерских островах считается хорошим сырьём для рыбных котлет и других блюд из рыбного фарша, ценится также филе. Пищевая ценность сопоставима с сельдью. Как правило, входит в прилов при донном или глубоководном тралении. В середине 1970-х годов объём максимального устойчивого улова оценивался в 30—50 тысяч тонн в год. Среди стран, ранее занимавшихся выловом, — СССР и Япония, в начале 2020-х годов квота на вылов в Норвегии составляла 10 тыс. т.